# Der Hund von Baskerville (Zeichentrickfilm)
Der Hund von Baskerville (englischer Originaltitel: Sherlock Holmes and the Baskerville Curse) ist eine australische Zeichentrickfilm-Adaption des gleichnamigen Kriminalromans von Arthur Conan Doyle.

## Handlung
Die Handlung entspricht in weiten Teilen der literarischen Vorlage:
Sir Charles Baskerville wird nachts vor seinem Anwesen tot aufgefunden, worauf sein einziger Erbe, Sir Henry Baskerville, aus Kanada anreist, um sein Erbe anzutreten. Der Testamentsvollstrecker Dr. Mortimer glaubt nicht an einen natürlichen Tod und bittet den Privatdetektiv Sherlock Holmes zu ermitteln. Er erzählt Holmes auch von einer Legende um einen alten Fluch, der auf den Baskervilles liegen soll: Ein Vorfahre der Familie soll als Strafe für die Entführung eines jungen Mädchens von Hunden getötet worden sein. Seitdem sei in der Gegend öfter das Heulen eines gefährlichen Hundes zu hören, der jedem Baskerville nach dem Leben trachtet. Holmes glaubt nicht an die Legende, nimmt den Auftrag aber an. Während er in London Nachforschungen anstellt, reist sein Assistent Dr. Watson mit Sir Henry nach Dartmoor zum Anwesen der Baskervilles, um ihn zu beschützen – schließlich wurde der entlaufene Sträfling Selden in der Gegend gesehen.
In Verdacht geraten zunächst der Butler Barrymore und seine Frau. Deren seltsames Verhalten wird dann aber geklärt: Sie versorgen heimlich den entlaufenen Sträfling, der der Bruder der Frau des Butlers ist, mit Essen und geben ihm vom Haus aus Zeichen. Seltsam verhalten sich auch die einzigen Nachbarn von Sir Henry, der Insektenforscher und pensionierte Lehrer Jack Stapleton und seine Schwester Beryl. Sie warnt Henry eindringlich davor, in Dartmoor zu bleiben, während Stapleton wütend auf den Kontakt zwischen Henry und seiner Schwester reagiert.
Holmes reist mit den Ergebnissen seiner Nachforschungen nach Dartmoor, als plötzlich Selden in seinem Versteck tot aufgefunden wird – und zwar in einem Anzug, den Sir Henry an seinen Butler und dieser an Selden weitergab. Wie Holmes herausfand, ist Stapleton in Wahrheit ein Mitglied der Familie Baskerville, und die Frau, die er als seine Schwester ausgab, ist seine Ehefrau. Er scheint für die Morde an Sir Charles und Selden verantwortlich zu sein. Um die Umstände der Taten herauszufinden und ihn zu überführen, muss Holmes ihm aber eine Falle stellen. Deshalb bittet er Sir Henry, eine Abendessen-Einladung von Stapleton anzunehmen. Während des Essens beobachten Holmes, Watson und Inspektor Lestrade, der telegrafisch herbeigerufen wurde, Stapletons Haus, um bei einem Angriff auf Sir Henry rechtzeitig eingreifen zu können. Als sich Sir Henry bei Nacht und Nebel auf den Heimweg macht, lässt Stapleton einen großen, aggressiven Hund frei, der ihn verfolgen und töten soll. Holmes kann den Hund gerade noch rechtzeitig erschießen. Stapleton hatte dessen Fell mit einem phosphoreszierenden Mittel behandelt, um ihn noch furchterregender erscheinen zu lassen.
Zurück in Stapletons Haus befreien Holmes, Watson und Lestrade Stapletons Frau, die sie im Schlafzimmer gefesselt vorfinden. Sie war zunächst die Komplizin ihres Mannes, wandte sich dann aber gegen ihn, weshalb sie versuchte, Sir Henry zu warnen. Stapleton ist inzwischen in die Nacht geflohen. Ein langer Schrei verrät seinen Verfolgern, dass er vom Weg abkam und unrettbar im Moor versinkt.

## Produktion
Der Film wurde von Burbank Films Australia (heutiger Name: Burbank Animation Studios) produziert und am 13. Januar 1983 veröffentlicht, später erschien er auch auf VHS und DVD.
Im gleichen Jahr produzierte das Studio noch drei weitere Sherlock-Holmes-Trickfilmadaptionen. In Deutschland erschienen 2021 bei Pidax Film alle vier Filme zusammen als Sherlock Holmes Trickfilm Collection auf DVD.

## Synchronisation
Der Synchronsprecher für Sherlock Holmes war Peter O’Toole, Dr. Watson wurde von Earle Cross gesprochen. Weitere Stimmen waren Ron Haddrick als Dr. Mortimer, Robin Stewart als Stapleton sowie Helen Morse, Moya O’Sullivan und Phillip Hinton. In der deutschen Synchronfassung sprechen die Hauptrollen Horst Stark (Holmes) und Friedrich Schoenfelder (Watson).